# Genna
Genna (元和?) fue una era japonesa después de la Era Keichō y antes de la Era Kan'ei abarcó de 1615 a 1623. El emperador reinate fue Go-Mizunoo.

## Cambio de era
Debido al entronamiento de Go-Mizunoo y el suceso de varias guerras (el Asedio de Osaka).

## Origen del nombre
Por orden de Tokugawa Ieyasu, fue usado el nombre de la era del Emperador Xuanzong de Tang China.

| Genna      | 1.º  | 2.º  | 3.º  | 4.º  | 5.º  | 6.º  | 7.º  | 8.º  | 9.º  |
| Gregoriano | 1615 | 1616 | 1617 | 1618 | 1619 | 1620 | 1621 | 1622 | 1623 |

| Predecesor: Era Keichō | Era japonesa 1624 - 1643 | Sucesor: Era Kan'ei |

- Datos: Q635245